# Classica di Amburgo 2003
La Classica di Amburgo 2003 (ufficialmente HEW Cyclassics per motivi di sponsorizzazione), ottava edizione della corsa, si svolse il 2 agosto 2003 su un percorso di 253,2 km. Fu vinta dall'italiano Paolo Bettini, che terminò la gara in 5h 58' 20" imponendosi in una volata ridotta a cinque uomini. Si piazzò secondo l'altro italiano Davide Rebellin e terzo il tedesco Jan Ullrich. Il resto del gruppo principale arrivò con un distacco di tre secondi.

## Percorso
La HEW Cyclassics si corse su un circuito di 253,2 km attraverso la città di Amburgo e la campagna circostante. Il percorso era prevalentemente pianeggiante e adatto ai velocisti.

## Squadre e corridori partecipanti
Al via si presentarono ventiquattro squadre del circuito professionistico. Ogni squadra poteva schierare otto corridori.
| N.      | Cod. | Squadra                           |
| ------- | ---- | --------------------------------- |
| 1-8     | QSD  | Quick Step-Davitamon              |
| 11-18   | GST  | Team Gerolsteiner                 |
| 21-28   | SAE  | Saeco Macchine per Caffè          |
| 31-38   | FAS  | Fassa Bortolo                     |
| 41-48   | TEL  | Team Telekom                      |
| 51-58   | ALS  | Alessio                           |
| 61-68   | RAB  | Rabobank                          |
| 71-78   | LAM  | Lampre                            |
| 81-88   | TBI  | Team Bianchi                      |
| 91-98   | BLB  | Brioches La Boulangère            |
| 101-108 | VIN  | Vini Caldirola-So.Di.             |
| 111-118 | USP  | US Postal Service p/b Berry Floor |

| N.      | Cod. | Squadra                |
| ------- | ---- | ---------------------- |
| 121-128 | COF  | Cofidis                |
| 131-138 | CSC  | Team CSC               |
| 141-148 | LOT  | Lotto-Domo             |
| 151-158 | ONE  | ONCE-Eroski            |
| 161-168 | DVE  | Domina Vacanze-Elitron |
| 171-178 | A2R  | AG2R Prévoyance        |
| 181-188 | BAN  | iBanesto.com           |
| 191-198 | PHO  | Phonak Hearing Systems |
| 201-208 | C.A  | Crédit Agricole        |
| 211-218 | FAK  | Team Fakta             |
| 221-228 | FDJ  | Fdjeux.com             |
| 231-238 | WIE  | Team Wiesenhof         |

## Ordine d'arrivo (Top 10)
| Pos. | Corridore         | Squadra      | Tempo    |
| ---- | ----------------- | ------------ | -------- |
| 1    | Paolo Bettini     | Quick Step   | 5h58'20" |
| 2    | Davide Rebellin   | Gerolsteiner | s.t.     |
| 3    | Jan Ullrich       | Team Bianchi | s.t.     |
| 4    | Igor Astarloa     | Saeco        | s.t.     |
| 5    | Mirko Celestino   | Saeco        | s.t.     |
| 6    | Erik Zabel        | Team Telekom | a 3"     |
| 7    | Fabio Baldato     | Alessio      | s.t.     |
| 8    | Giovanni Lombardi | Domina Vac.  | s.t.     |
| 9    | Stefano Zanini    | Saeco        | s.t.     |
| 10   | Andrea Ferrigato  | Alessio      | s.t.     |